# 本願寺台湾別院
本願寺台湾別院（ほんがんじたいわんべついん）は、台湾台北市万華区（旧：新起町）にかつて存在した浄土真宗本願寺派の別院である。通称「西本願寺」。

## 歴史
日本統治時代の明治29年（1896年）に「本願寺布教所」として建立され、同34年（1901年）に「台北別院」と公称した。昭和4年（1929年）に「台湾別院」と改称した。
戦後、廃寺となり、1975年に本堂をはじめ、ほとんどの建物が焼失してしまった。
2006年に台北市政府によって残った鐘楼、樹心会館が市定古跡、輪番所、遺跡（参道、本堂、御廟所）が歴史建築に指定された。
現在、西本願寺の跡地は、史跡公園として整備され、鐘楼や樹心会館、輪番所、本堂の基壇などの復元工事が進められている。復元された鐘楼が2013年に公開されたが、鐘が本物ではなく新たに造られたものとわかり、税金の無駄遣いと批判が集まった。

## アクセス
- 台北捷運（地下鉄）板橋線西門駅から徒歩３分。